# NGC 5283
NGC 5283 (również PGC 48425 lub UGC 8672) – galaktyka soczewkowata (S0), znajdująca się w gwiazdozbiorze Smoka. Odkrył ją Heinrich Louis d’Arrest 7 października 1866 roku. Należy do galaktyk Seyferta typu 2.
W galaktyce tej zaobserwowano supernową SN 2005dv.